# Levens (Alpes Marítimos)
Levens es la capital del cantón francés del mismo nombre. El pueblo está situada en el sureste de Francia, en el departamento de los Alpes Marítimos, en la región de Provenza-Alpes-Costa Azul. 
Está construida Aproximadamente a 25 km al norte de Niza, en un monte que domina la confluencia de tres ríos: el Estéron, el Vésubie y el Var.

## Demografía
| 1223 | 1299 | 1422 | 1800 | 2686 | 3700 |
| Para los censos de 1962 a 1999 la población legal corresponde a la población sin duplicidades (Fuente: INSEE [Consultar]) |      |      |      |      |      |

## Historia
El emplazamiento ha estado habitado desde la prehistoria. Se han encontrado restos humanos y ruinas de la Edad del Hierro, en el monte Castellar de la Sierra del Ferion.

### Antigüedad
Los primeros habitantes que recoge la historia son los lepontinos. Miembros de las tribus ligures. Leponti era el nombre que le dieron estas gentes al lugar, los romanos lo llamaron Leventi y en la Edad Media pasó a llamarse Leventio.
Se sabe que los griegos que ocuparon la zona de Niza también habitaron aquí.
Los romanos se establecieron en el barrio de los Prados, con importantes edificaciones y la construcción de la vía que iba de Cemenelum (actual Cimiez) a Lantosque. El resto romano más antiguo que se conserva es una lápida grabada en la que una mujer recuerda a su difunto marido y a su hijo. Esta lápida está en el ábside de la antigua iglesia de Nuestra Señora de los Prados.

### Alta Edad Media
En el año 407 Levens fue invadida por los vándalos. Más tarde fue regida de forma consecutiva por visigodos, ostrogodos y francos.
En el año 970, antepasados de la familia Grimaldi, que más tarde gobernaría Levens durante varios siglos, organizaron la defensa de la región contra los saqueos sarracenos y participaron en la batalla de Tourtour en La Garde-Freinet.
El actual pueblo fue construido alrededor del antiguo castillo feudal.